# Lyackson

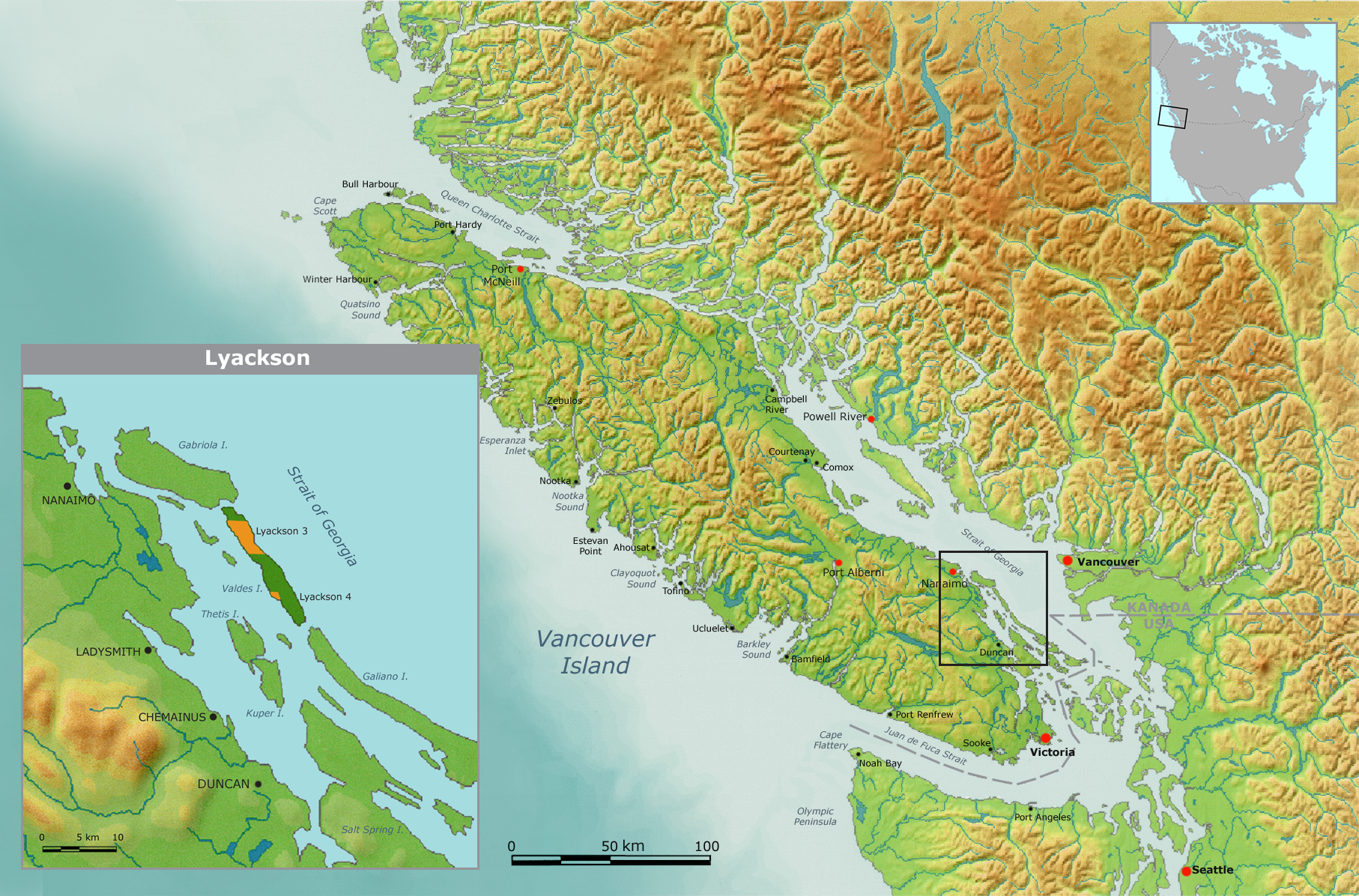
Traditionelles Territorium der Lyackson (dunkelgrün) und heutige Hauptreservate (orange)

Die Lyackson oder Lyackson First Nation sind nordamerikanische Indianer. Sie wohnten auf Valdes Island vor der Ostküste von Vancouver Island, doch sind die dortigen Gebiete so schwer zugänglich und bieten darüber hinaus fast keinerlei Infrastruktur, dass die First Nation auf der Suche nach Land ist, um eine Community zu gründen. Der Name bedeutet ‚Douglasienstelle‘ oder ‚-punkt‘.
Die Lyackson First Nation zählt zu den sechs Stämmen der Hul'qumi'num-Gruppe, zu denen noch die Halalt, Chemainus, Cowichan, Penelakut und Lake Cowichan zählen. Diese wiederum gehört zu den Küsten-Salish. Die Lyackson stellten dabei 212 Mitglieder (Oktober 2015) der Gruppe, die rund 7.000 Indianer repräsentiert. Die Hul’qumi’num Nation beansprucht ein Gebiet von 334.000 ha zwischen dem Nanaimo River, dem Goldstream, Douglas Island und dem Tuck Lake.

## Geschichte
Die Lyackson führen sich auf vier Vorfahren zurück, nämlich Thi'Xvulece, Swin'yleth, Swute'se'Dick und Shulqvilum – die traditionell in den Dörfern T'a'at'ka7, Th'a' x el und Th' x we'ksen lebten.
Ursprünglich hatten sie drei dauerhafte Winterdörfer an der Südwestküste von Valdes Island, dazu ein Dorf an der Mündung des Cowichan River namens T'aat'ka7.
Der Shingle Point birgt heute das 32 ha große Reservat Shingle Point No. 4, in der Sprache der Lyackson Laay'ksen (Douglasienpunkt). Dieser Name übertrug sich auf das Volk der Lyackson. Das Dorf selbst hieß T'aat'ka7 (Platz mit vielen Salal Berries). Es war das zweitgrößte Indianerdorf auf den Gulf Islands nach Penelakut Spit auf Penelakut Island (ehemals Kuper Island). Es bestand aus zehn großen Langhäusern.
Das kleine Th'xwémksen ostwärts vom Cayetano Point und südlich von Shingle Point bestand um 1915 nur noch aus zwei oder drei Häusern, doch waren es wohl einmal fünf mit 100 bis 150 Bewohnern. Die Bewohner des Ortes, wo sich jetzt ein 2 ha großes Reservat befindet (Porlier Pass No. 5), wurden nach 1915 verstreut.
Am Cardale Point zwischen Shingle Point und Cayetano Point befand sich ebenfalls ein Dorf mit fünf oder sechs Langhäusern und rund 150 Einwohnern. Es hieß Th'axel. Trotz seiner großen Bedeutung für die Jagd, wurde hier nie ein Reservat eingerichtet.
Bei der Volkszählung von 1881 zählte man 79 Lyackson in fünf Familien, dazu kam ein allein lebender Fischer. Drei der fünf Familienoberhäupter bezeichneten sich als „Farmer“, einer als „Fischer“, einer als „Fallensteller und Jäger“.
Als die McKenna-McBride-Kommission ab 1913 die Reservate aufsuchte, schlug sie vor, dass die drei Reservate des „Chemainus Tribe, Lyacksun Band“, „No. 3 - Lyacksun, 1756.00 acres; No. 4 - Shingle Point, 79.00 acres, and No. 5-Portier Pass, 5.00 acres“ bestehen bleiben sollten. Rechtskraft erhielten diese Vorschläge der Kommission erst 1923.
Häuptling Pahalicktun (Richard Thomas) wurde im Sommer 1993 vom traditionellen Häuptling Gordon Thomas ernannt. Häuptling ist (Stand: 2025) Shana Thomas.

## Aktuelle Situation
Der Stamm lebt derzeit überwiegend in Chemainus, aber ein kleiner Teil lebt auch auf der ursprünglichen Insel. Dorthin fährt regelmäßig ein großes, stammeseigenes Boot. Es gibt Wasser und Strom, sowie Internetverbindung, doch viele Lyackson ziehen das städtische Leben vor. Immerhin ist es gelungen, die Anbindung an die Insel durch eine Vision zu stärken.

## Reservate
Im August 2009 lebten 16 Lyackson im Reservat, 25 in anderen Reservaten, 157 außerhalb, insgesamt waren 198 Menschen als Lyackson registriert. Im März 2013 wurden 204 Lyackson gezählt, von denen weiterhin 16 im Reservat und 25 in anderen Reservaten, jedoch inzwischen 163 außerhalb lebten. Im Oktober 2015 lebten 172 außerhalb, 24 in anderen und weiterhin 16 innerhalb des eigenen Reservats, so dass insgesamt 212 Angehörige des Stammes gezählt wurden.
Lyackson 3 ist mit 710,6 ha das mit Abstand größte Reservat. Dazu kommen zwei weitere nämlich Shingle Point 4 mit 32 ha und Portier Pass 5 mit 2 ha.